# Dodge (Nebraska)
Dodge è un comune degli Stati Uniti d'America, situato nello Stato del Nebraska, nella contea di Dodge.